# San Giustino
San Giustino ist eine italienische Gemeinde (comune) mit 11.092 Einwohnern (Stand 31. Dezember 2023) in der Provinz Perugia in Umbrien.

## Geografie

Die Lage von San Giustino in der Provinz Perugia

Die Gemeinde liegt etwa 52 Kilometer nordwestlich von Perugia und etwa 25 Kilometer nordöstlich von Arezzo im Tibertal. Die Gemeinde grenzt unmittelbar an die Provinzen Arezzo (Toskana) und Pesaro und Urbino (Marken).
Zu den Ortsteilen zählen Celalba, Cospaia (357 Höhenmeter), Selci-Lama und Uselle-Renzetti.
Die Nachbargemeinden sind Borgo Pace (PU), Citerna, Città di Castello, Mercatello sul Metauro (PU) und Sansepolcro (AR).

## Geschichte
Seit dem Risorgimento erlebte der Ort einen Bevölkerungsanstieg von etwa 5.000 Einwohnern auf rund 10.000 im Jahr 2001.

### Repubblica di Cospaia
Lange Zeit war der Ortsteil Cospaia eine unabhängige Republik. Als Papst Eugen IV. 1440 Land an die Republik Florenz verkaufte, wurde in der Kaufvertragsurkunde ein Teil des Landes nicht erwähnt, sodass sich die Bewohner sogleich unabhängig erklärten. Der unabhängige Landstrich wurde dann für den Warenschmuggel genutzt und für den Tabakanbau urbar gemacht. 1826 wurde das Gebiet (3,3 Quadratkilometer) dann zwischen der Toskana und dem Kirchenstaat aufgeteilt.

## Sehenswürdigkeiten
- Chiesa arcipretale di San Giustino, Kirche im Ortszentrum
- Chiesa del Santissimo Crocifisso, durch Giovanni Ottavio Bufalini errichtete Kirche, enthält Werke der Familie Della Robbia
- Castello Bufalini: Die ab 1487 erbaute Burg des Niccolò di Bufalini wurde im 16. Jahrhundert durch den Florentiner Architekten Nanni Unghero umgebaut. Aus dieser Zeit stammt unter anderem die Loggia. Ende des 17. und Anfang des 18. Jahrhunderts wurde der Palazzo nach dem Plan des Architekten und Malers Giovanni Ventura Borghesi aus Città di Castello erneut umgestaltet und es entstand der italienische Garten. Das Schloss wurde im 18. Jahrhundert mit wertvollen Kunstwerken des Rokoko ausgestattet. Im Juli 1989 wurde das Castello Bufalini Staatseigentum und bietet den Besuchern neben Möbeln aus dem 16. bis 19. Jahrhundert, der Gemäldesammlung aus dem Palazzo Bufalini von Città di Castello, Wandteppichen, Keramik und verschiedenen römische Büsten, den bereits erwähnten italienischen Garten, der sich in der Form des 18. Jahrhunderts präsentiert, mit unter anderem einem Rosengarten und einem Labyrinth.[3]

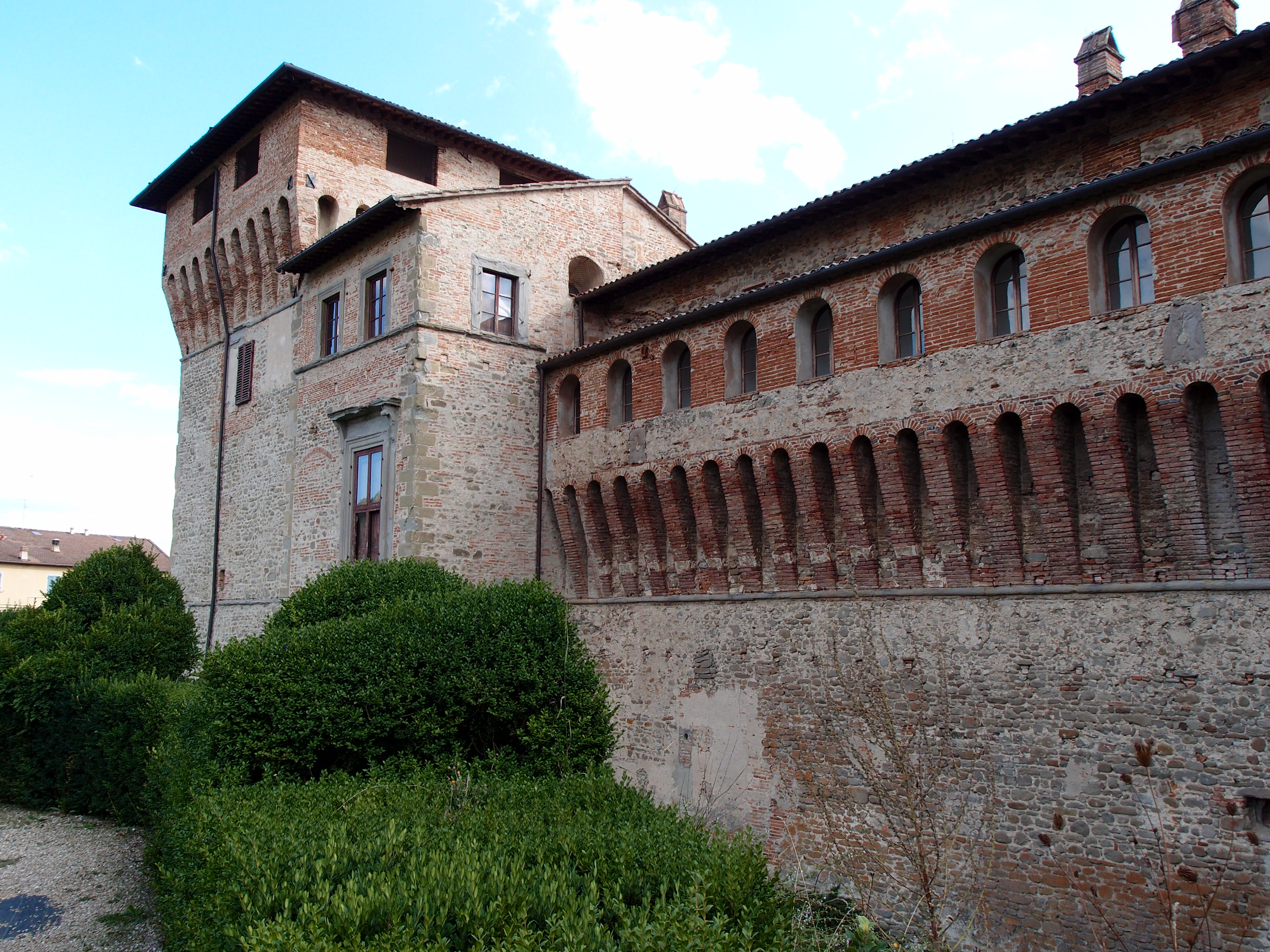
Castello Bufalini, Front vom 15. Jh.
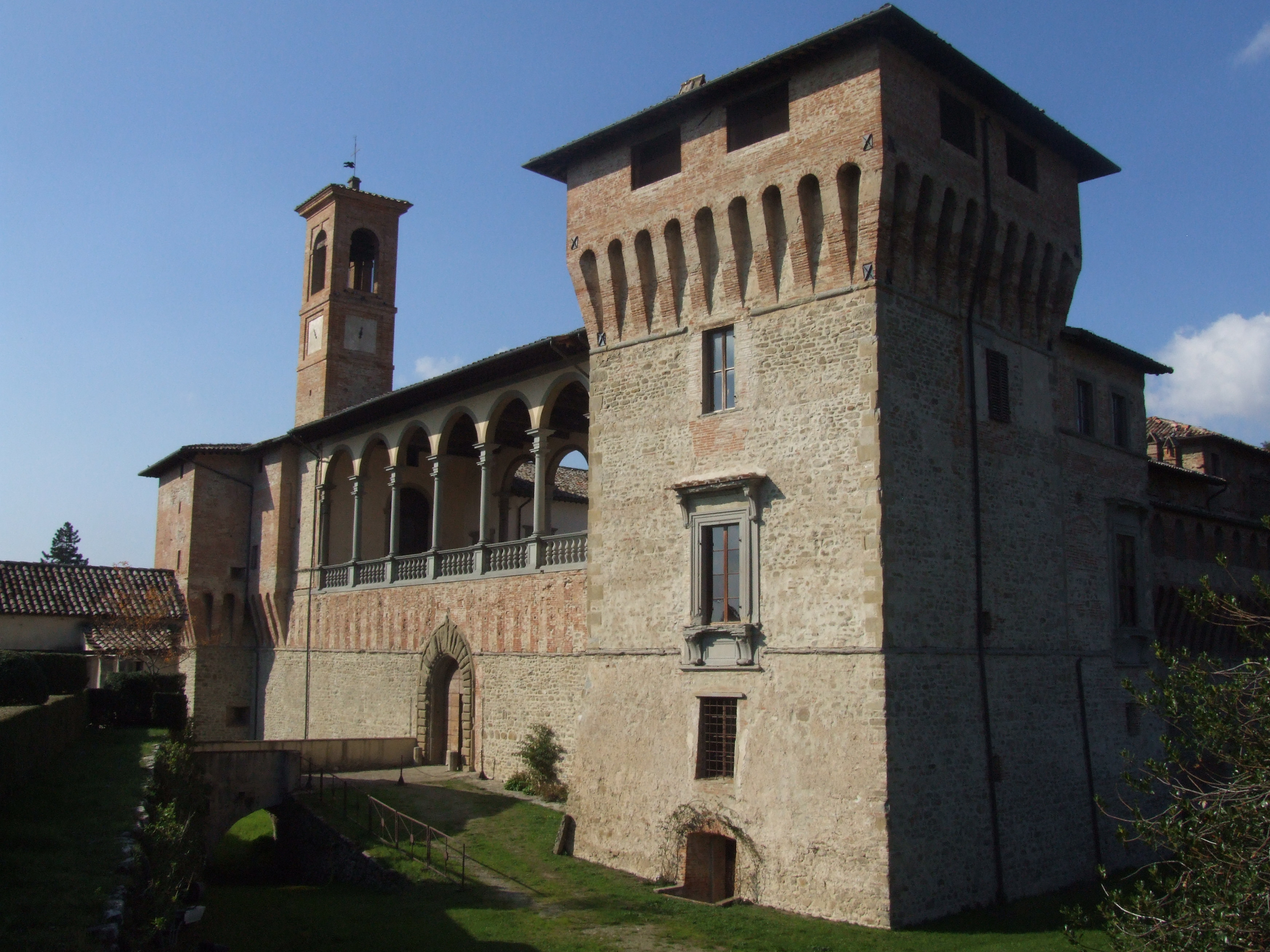
Loggia des 16. Jh.
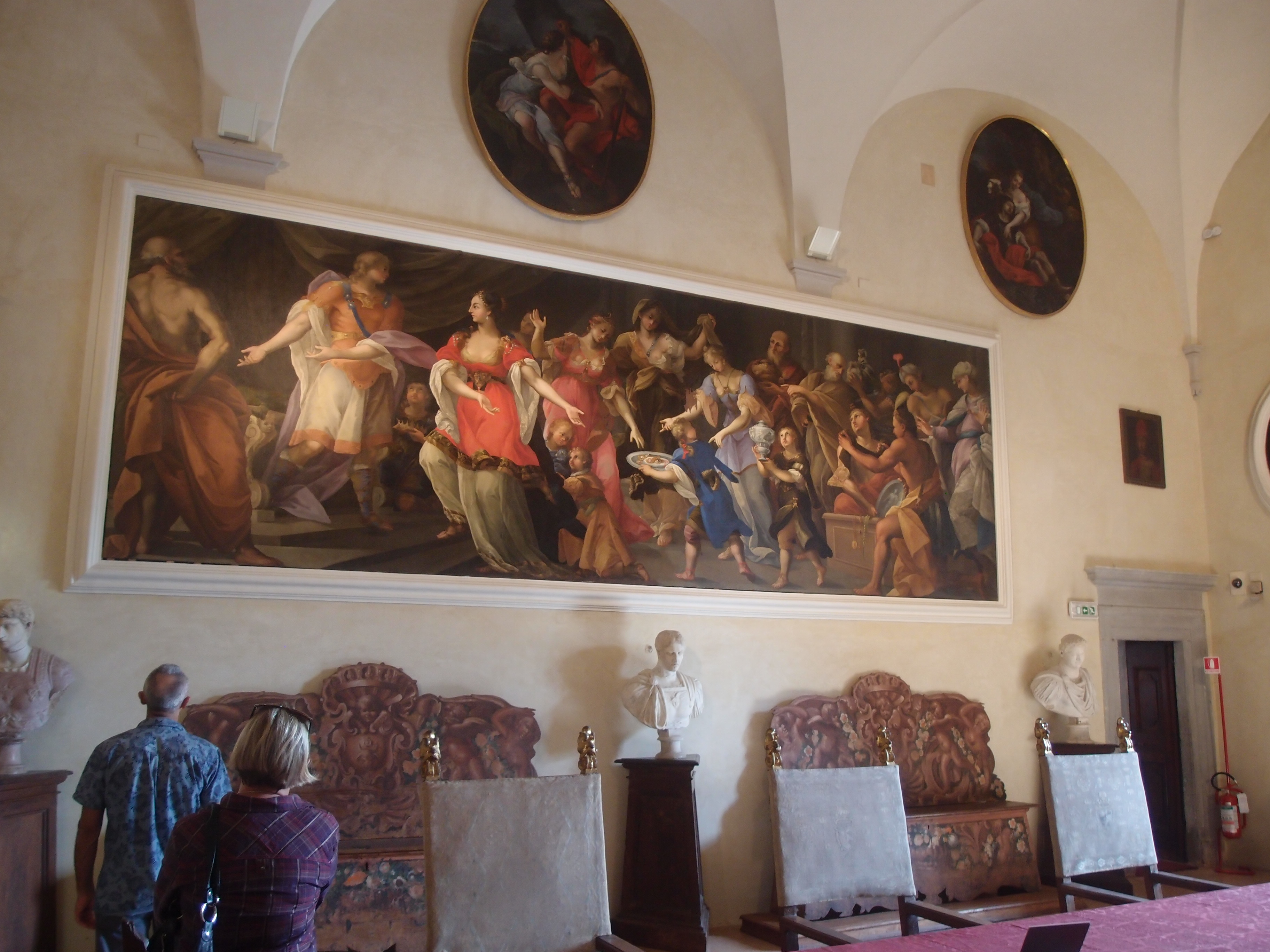
Teil der Gemäldesammlung
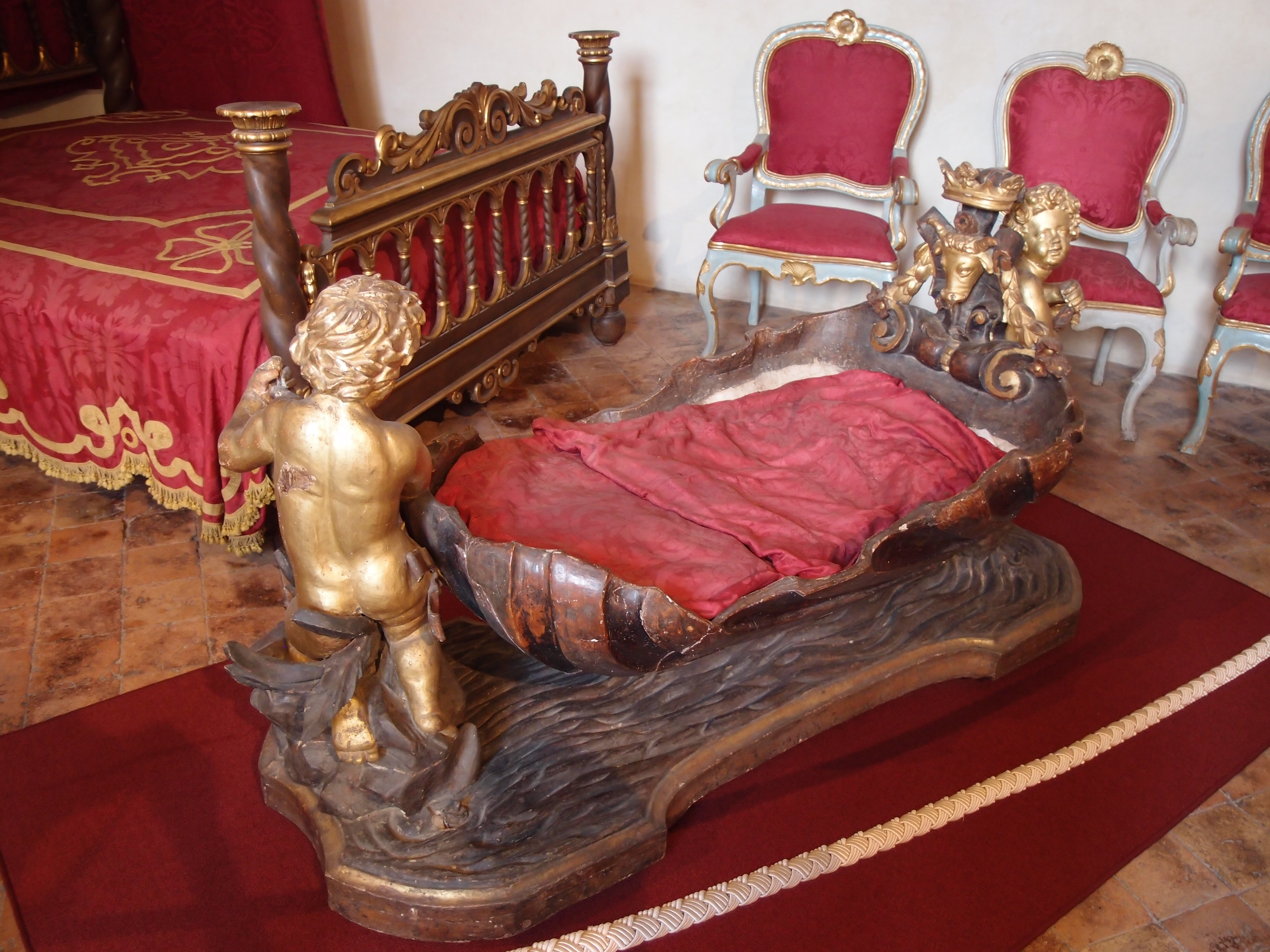
Kinderbettchen mit Wappen der Bufalini
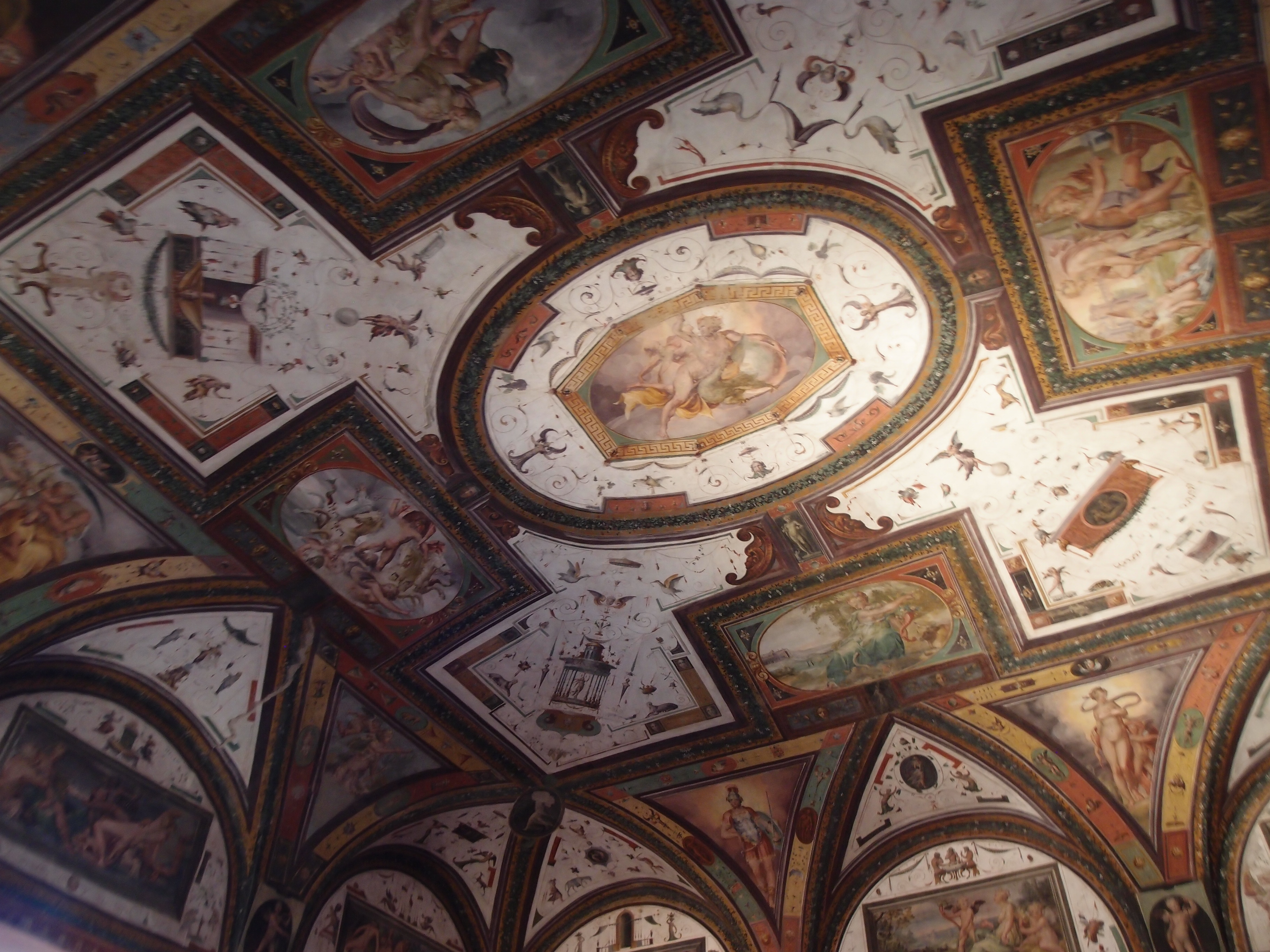
Deckengestaltung im Castello Bufalini
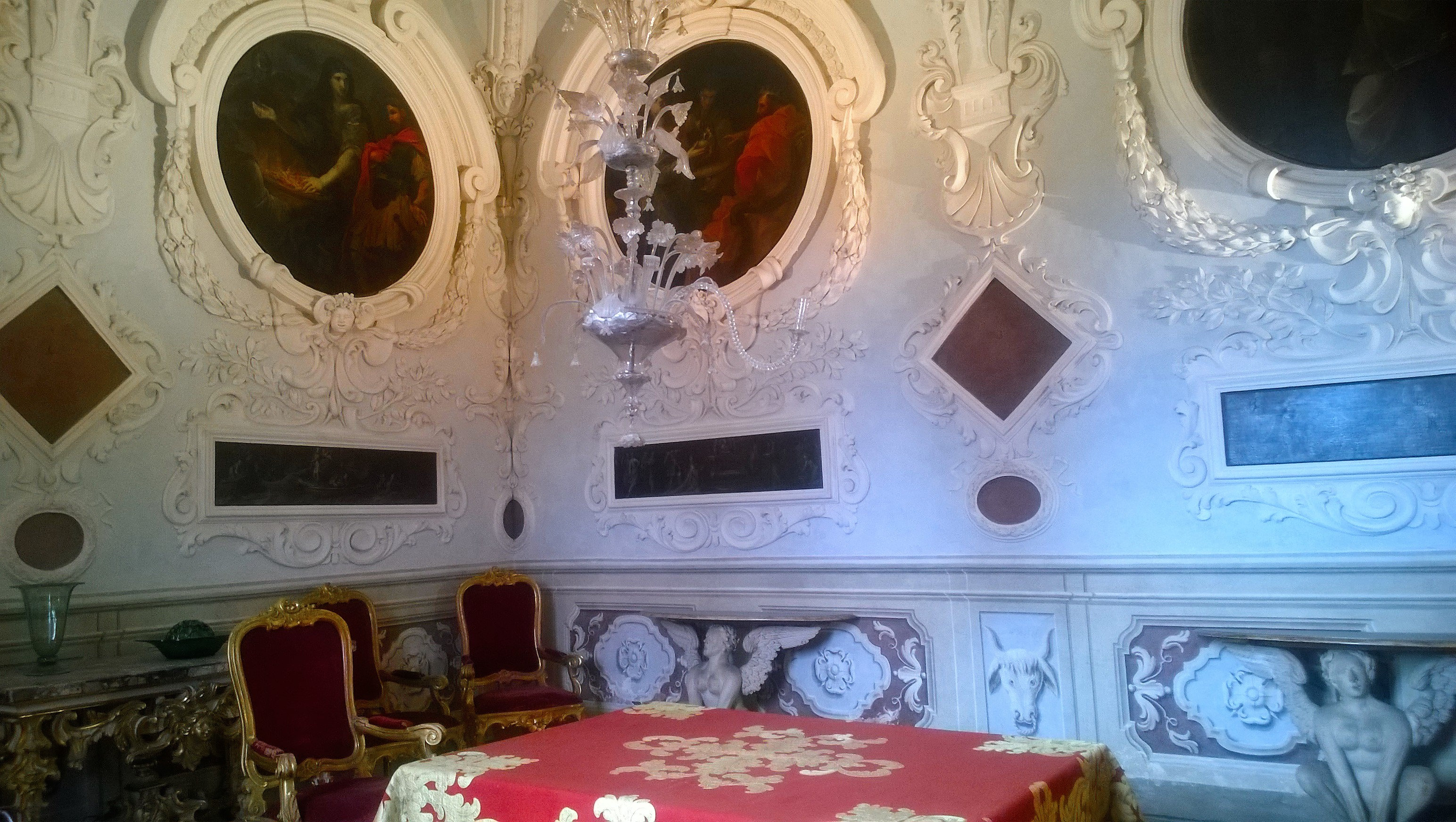
Stuckverzierungen der Wände
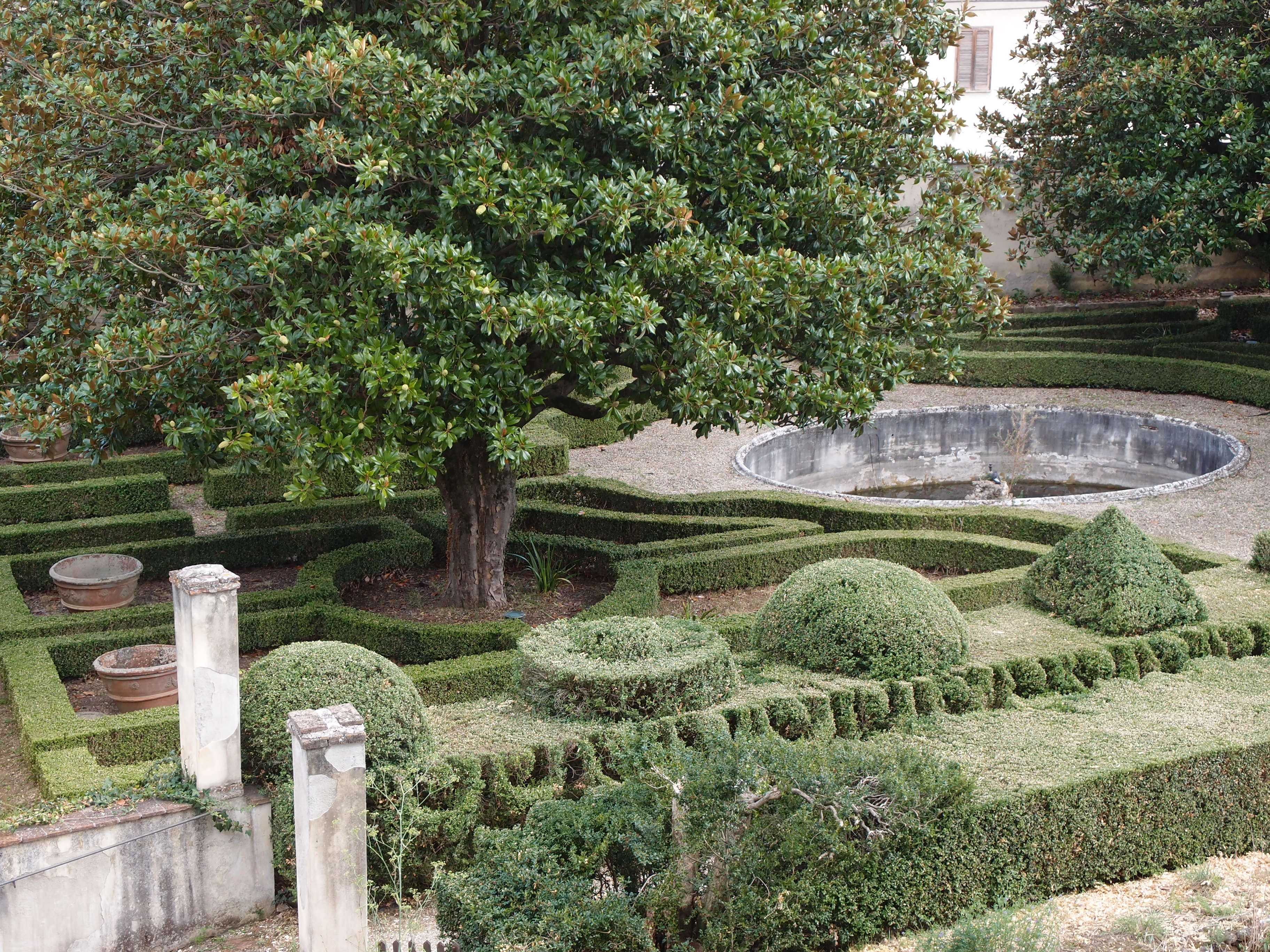
Teil des Schlossgartens

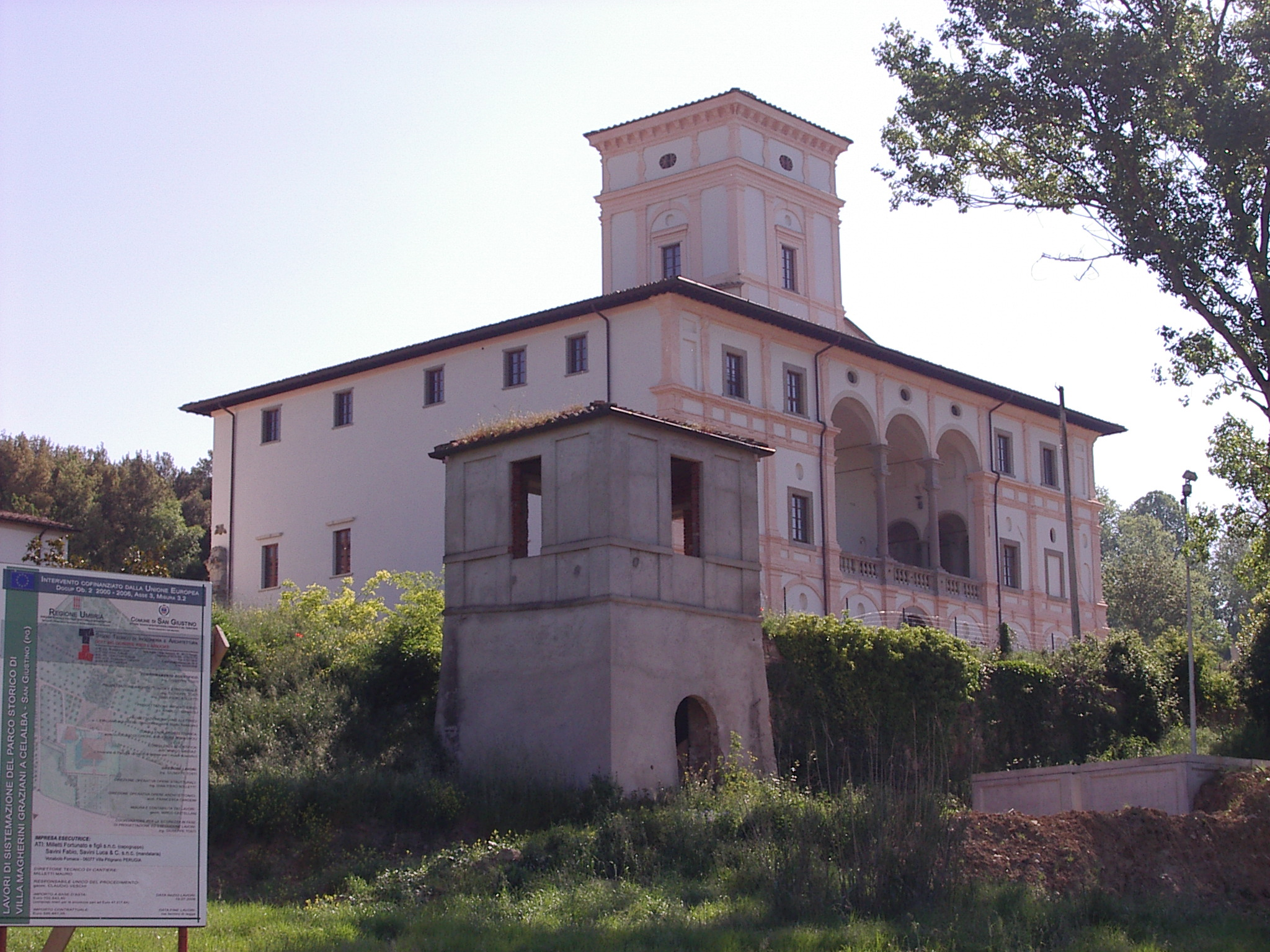
Villa Magherini Graziani

- Palazzo Magherini Graziani in Celalba: Das auch Villa Magherini Graziani di Celalba genannte Gebäude wurde bis 1616 im Auftrag von Carlo Graziani von Antonio Cantagallina auf einem Vorgängerbau errichtet, dessen zentraler großer Turm erhalten blieb. Im Zweiten Weltkrieg wurde der Palazzo von deutschen Truppen besetzt und geplündert. 1980 wurde der Komplex von der Gemeinde San Giustino gekauft und umgehend Renovierungsarbeiten eingeleitet. Das Bauernhaus der Villa wird von der Archäologischen Aufsichtsbehörde von Umbrien und von der Universität Perugia genutzt, für deren Tätigkeiten und Archivierungen im Zusammenhang mit Ausgrabungen im nahe gelegenen römischen Colle Plinio. Im Palazzo kann die Ausstellung der Funde aus den dort durchgeführten Ausgrabungen besichtigt werden.[4]
- Museo del Tabacco, das Tabak-Museum[5]

## Verkehr
An der Gemeinde vorbei führt die autobahnähnlich ausgebaute Strada Statale 3bis (Nordzweig der Via Flaminia) von Perugia nach Ravenna im Norden. Die Strada Statale 73bis di Bocca Trabaria führt von San Giustino aus ostwärts zur Adria. Die Ferrovia Centrale Umbra bedient den Bahnhof, der an der Strecke von Terni über Perugia nach Sansepolcro liegt.

## Städtepartnerschaften
- Prudnik, Polen